# Često postavljena pitanja
Često postavljena pitanja je prijevod izraza iz engleskog jezika "Frequently Asked Question(s)", odnosno skraćeno FAQ, koji predstavlja popis najčešćih pitanja o nekoj temi, i sažetih odgovora na ta pitanja.
Za razliku od hrvatskog školskog sustava, koji je često kritiziran ali osim svojih mana ima i svoje vrline, američki školski sustav i dobar broj njihovih udžbenika je napisan na takav jednostavan način, da je prvi komentar nekoga tko poznaje engleski a nije se susreo s njihovim udžbenicima: "Pa ovo je za idiote". U toj razvijenoj kapitalističkoj državi postoji tržište za knjige koje opisuju pojedine ljudske djelatnosti potpunim laicima, pa su u zadnje vrijeme popularne knjige "za neznalice" (for dummies), no treba napomenuti da je to samo tržišna marka, a da je knjiga iste kvalitete i namijenjenih istim kupcima bilo i ranije. Sama ideja popisivanja najčešćih pitanja koja se vezuju uz neku struku/ljudsku djelatnost je hvalevrijedna, no danas takvi popisi postoje za sve, od ČPP u fizici, kemiji, matematici ili računarstvu, do raznoraznih opskurnih tema.

## Vanjske poveznice
Sve poveznice ovdje navedene upućuju na internetske stranice na engleskom jeziku
- Popis svih često postavljanih pitanja
- ČPP o neuralnim mrežama
- ČPP o mačkama
- ČPP o računalnim virusima
- ČPP o sviranju klasične gitare